# پی‌اچ‌پی‌ویکی
پی‌اچ‌پی‌ویکی(به انگلیسی: PhpWiki) یک نرم‌افزار ویکی است که با پی‌اچ‌پی نوشته شده‌است. نخستین نسخهٔ آن به وسیلهٔ اِستِو وِینستِید (به انگلیسی: Steve Wainstead)، در دسامبر ۱۹۹۹ با پی‌اچ‌پی نوشته‌شد و به گونهٔ همگانی توزیع شد.
در سال ۲۰۰۰ آرنو هولوسی (به انگلیسی: Arno Hollosi) کتابخانهٔ پایگاه دادگانی برای اجرای پی‌اچ‌پی‌ویکی روی مای‌اس‌کیوال نوشت و از آن پس اجزا و توزیع‌های این نرم‌افزار آغاز به گسترش کرد. ٱرم. علاقه‌مند به اجرای ویکی برای بازی go بود.
جِف دِیریکی (به انگلیسی: Jeff Dairiki) را یکی دیگر از گسترش‌دهندگان مهم این نرم‌افزار است و یک ویکی برای هَموند اُرگانز (به انگلیسی: Hammond Organs) طراحی کرد.